# Šent Janž pri Radljah
Šent Janž pri Radljah este o localitate din comuna Radlje ob Dravi, Slovenia, cu o populație de 218 locuitori.